# Districtul Nong Hi
Nong Hi (în thailandeză หนองฮี) este un district (Amphoe) din provincia Roi Et, Thailanda, cu o populație de 25.696 de locuitori și o suprafață de 132,0 km².

## Componență
Districtul este subdivizat în 4 subdistricte (tambon), care sunt subdivizate în 54 de sate (muban).
| Nr. | Nume     | În thailandeză | Sate | Locuitori |  |
| --- | -------- | -------------- | ---- | --------- |  |
| 1.  | Nong Hi  | หนองฮี          | 17   | 6,477     |  |
| 2.  | Sao Hae  | สาวแห          | 7    | 3,156     |  |
| 3.  | Duk Ueng | ดูกอึ่ง           | 17   | 8,688     |  |
| 4.  | Den Rat  | เด่นราษฎร์       | 13   | 7,375     |  |